# Blame it on Rio
Blame it on Rio (Lío en Río en España; Échale la culpa a Río en Hispanoamérica) es una película estadounidense de 1984, del género comedia romántica, dirigida por Stanley Donen, con Michael Caine, Joseph Bologna, Valerie Harper, Michelle Johnson, José Lewgoy y Demi Moore, en uno de sus primeros papeles.

## Argumento
Matthew (Michael Caine) y Victor (Joseph Bologna) acuerdan con sus respectivas esposas que ellos dos irán juntos de vacaciones, llevando consigo a sus dos hijas adolescentes. Una vez instalados en Río de Janeiro, Jennifer (Michelle Johnson), la hija de Victor, se propone seducir a Matthew, quien inicialmente se resiste. Ambos inician una relación secreta, desencadenando una divertida serie de mentiras y engaños que serán muy difíciles de manejar y mantener cuando su esposa se presente en la ciudad por sorpresa.

## Producción
La película se rodó en Río de Janeiro. Johnson, que por entonces tenía diecisiete años, tuvo que pedir permiso a un juez para rodar sus escenas de desnudo.

## Recepción
Vincent Canby dijo que no tenía gracia y que el guion era de mal gusto. The Canberra Times la describió como una de las peores películas de la historia y un borrón en la carrera de Michael Caine. El crítico de cine Roger Ebert señaló lo molesto que es ver cómo se hace una comedia con una menor de edad que usa el sexo para seducir a un hombre maduro.
Blame It on Rio tiene solo un 9% en Rotten Tomatoes.